# Saint-Pierre-de-Bressieux
Saint-Pierre-de-Bressieux is een gemeente in het Franse departement Isère (regio Auvergne-Rhône-Alpes) en telt 627 inwoners (1999). De plaats maakt deel uit van het arrondissement Grenoble.

## Geografie
De oppervlakte van Saint-Pierre-de-Bressieux bedraagt 23,0 km², de bevolkingsdichtheid is 27,3 inwoners per km².
De onderstaande kaart toont de ligging van Saint-Pierre-de-Bressieux met de belangrijkste infrastructuur en aangrenzende gemeenten.

## Demografie
Onderstaande figuur toont het verloop van het inwonertal (bron: INSEE-tellingen).